# Domiziana Cavanna
Domiziana Cavanna (Pietra Ligure, 9 de noviembre de 1995) es una deportista italiana que compite en natación sincronizada.
Ganó cuatro medallas en el Campeonato Mundial de Natación, en los años 2019 y 2022, y seis medallas en el Campeonato Europeo de Natación, en los años 2018 y 2022.

## Palmarés internacional
| Campeonato Mundial | Campeonato Mundial      | Campeonato Mundial | Campeonato Mundial |
| Año                | Lugar                   | Medalla            | Prueba             |
| ------------------ | ----------------------- | ------------------ | ------------------ |
| 2019               | Gwangju (Corea del Sur) | Medalla de plata   | Rutina especial    |
| 2022               | Budapest (Hungría)      | Medalla de plata   | Rutina especial    |
| 2022               | Budapest (Hungría)      | Medalla de bronce  | Equipo técnico     |
| 2022               | Budapest (Hungría)      | Medalla de bronce  | Combinación libre  |
| Campeonato Europeo |                         |                    |                    |
| Año                | Lugar                   | Medalla            | Prueba             |
| 2018               | Glasgow (Reino Unido)   | Medalla de plata   | Combinación libre  |
| 2018               | Glasgow (Reino Unido)   | Medalla de bronce  | Equipo técnico     |
| 2022               | Roma (Italia)           | Medalla de plata   | Equipo técnico     |
| 2022               | Roma (Italia)           | Medalla de plata   | Equipo libre       |
| 2022               | Roma (Italia)           | Medalla de plata   | Combinación libre  |
| 2022               | Roma (Italia)           | Medalla de plata   | Rutina especial    |